# 西田川郡

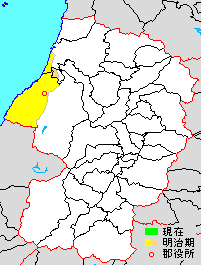
山形県西田川郡の範囲（薄黄：後に他郡に編入した区域）

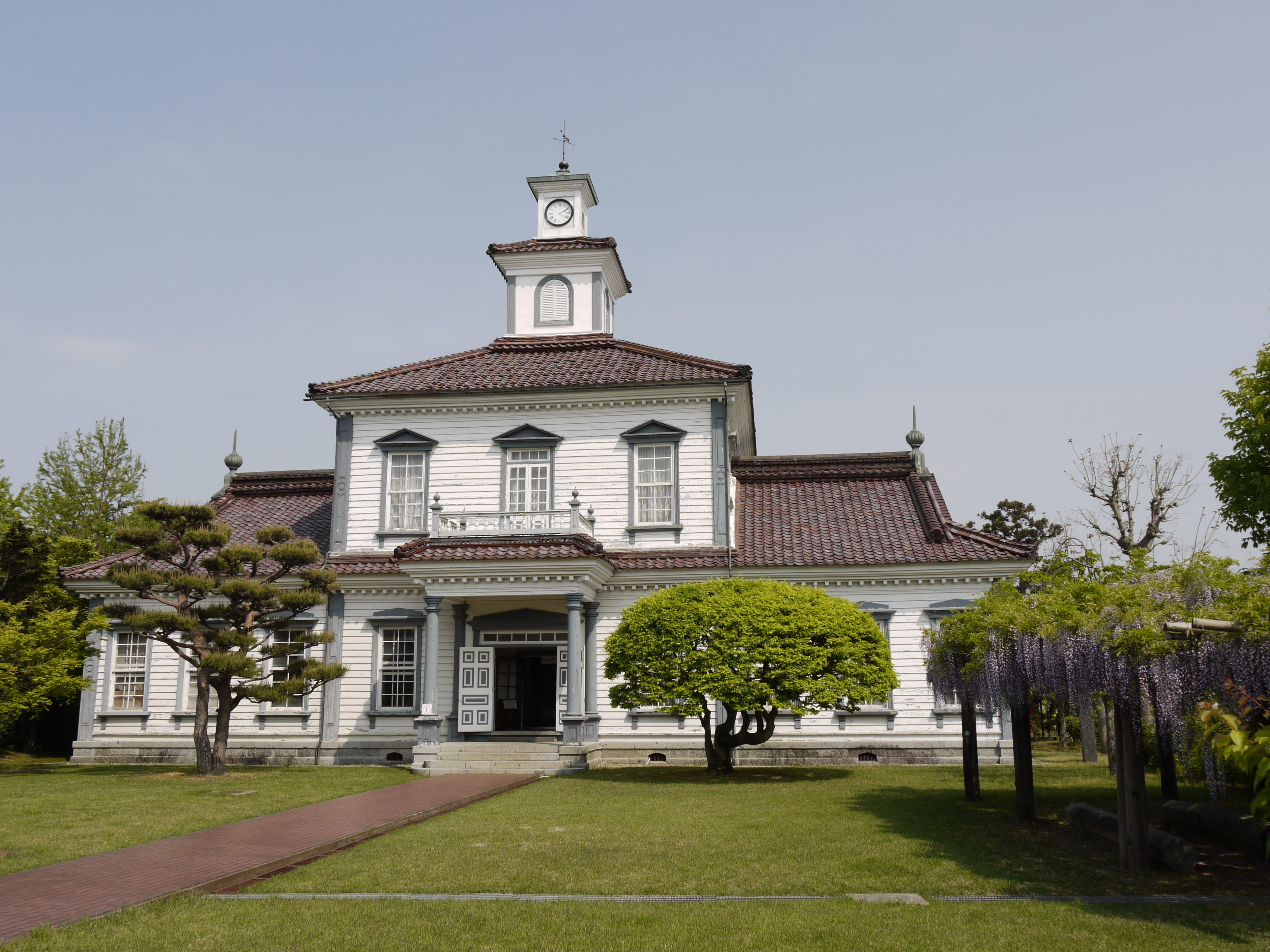
旧西田川郡役所（重要文化財、現在は致道博物館の展示館）

西田川郡（にしたがわぐん）は、山形県にあった郡。

## 郡域
1878年（明治11年）に行政区画として発足した当時の郡域は、下記の区域にあたる。
- 鶴岡市の一部（南東の一部を除く鶴岡市街[注 1]および日枝、番田、井岡、岡山、藤沢、砂谷、東目、大机、菅野代、温海川、木野俣、越沢、関川以西）
- 酒田市の一部（黒森・坂野辺新田・十里塚・宮野浦・浜中・広岡新田・飯盛山・高見台・緑ヶ丘・若宮町および錦町の一部）
- 東田川郡三川町の一部（赤川以西）

## 歴史

### 郡発足までの沿革
- 幕末時点では出羽国に所属し、全域が鶴岡藩領であった。「旧高旧領取調帳」に記載されている、田川郡のうち後の本郡域の明治初年時点に存在した村は以下の通り。（1町137村）

鶴岡、矢馳村、山田村、大淀川村、長沼村、けぬき橋村、白山林村、興屋村、藤沢村、上清水村、下清水村、田川湯村、田川村、山谷村、少連寺村、長滝村、砂谷村、関根村、東目村、菅野代村、坂野下村、大机村、温海川村、木野俣村、越沢村、関川村、小国村、大谷村、広浜村、水沢村、上京田村、大戸村、金山村、荒沢村、山口村、竹野浦村、草井谷村、由良村、中沢村、片貝村、三瀬村、中山村、蕨野村、堅苔沢村、戸沢村、実俣村、小菅野代村、五十川村、一霞村、小岩川村、温海村、大岩川村、小波渡村、小名部村、鼠ヶ関村、三軒在家村、布目村、小淀川村、寺田村、番田村、井岡村、山屋村、森片村、清水新田村、木村新田村、上小中村、谷地楯村、下興屋村、辻興屋村、菱津村、馬町村、西沼村、加茂村、金沢村、油戸村、今泉村、平京田村、千安村、中野京田村、丹波興屋村、斎藤興屋村、西京田村、林崎村、阿部興屋村、小京田村、荒井京田村、覚岸寺村、北京田村、大宝寺村、茅原村、文下村、本郷村、湯野沢村、論田村、青山村、中京田村、猪子村、新形村、高田麦村、成田新田村、道形村、茨新田村、大山村、友江村、栃屋村、柳原新田村、下小中村、下川村、面野山村、千安京田村、播磨京田村、野興屋村、漆島村、菖蒲沼村、新興屋村、角田二口村、善阿弥村、東沼村、尾花村、天神堂村、野中新田村、砂押村、長崎村、小真木村、大部京田村、八日町村、海老島村、柳田村、新町村、島村、黒森村、西茅原村、浜中村、宮野浦村、広岡新田村、坂野辺新田村、湯野浜村、十里塚村
- 慶応4年
  - 9月29日（1868年11月13日） - 戊辰戦争後の処分により、鶴岡藩領が酒田民政局の管轄となる。
- 明治元年
  - 12月7日（1869年1月19日） - 出羽国が分割され、田川郡は羽前国の所属となる。
  - 12月15日（1869年1月27日） - 鶴岡藩が減封のうえ会津藩に転封（実行されず）。
- 明治2年
  - 6月22日（1869年7月30日） - 鶴岡藩が磐城平藩に転封（実行されず）。
  - 7月25日（1869年9月1日） - 鶴岡藩が鶴岡に復帰。
  - 7月26日（1869年9月2日） - 酒田県（第1次）が発足し、黒森村以下8村を管轄。
  - 9月13日（1869年10月17日） - 鶴岡藩が改称して大泉藩となる。
- 明治3年9月28日（1870年10月22日） - 酒田県（第1次）が県庁移転・改称して山形県となる[3]。
- 明治4年
  - 7月14日（1871年8月19日） - 廃藩置県により藩領が大泉県の管轄となる。
  - 11月2日（1871年12月13日） - 第1次府県統合により、全域が酒田県（第2次）の管轄となる。
- 明治8年（1875年）8月31日 - 酒田県（第2次）が県庁移転・改称して鶴岡県となる。
- 明治初年 - 宮沢村が起立。（1町138村）
- 明治9年（1876年）
  - 8月21日 - 第2次府県統合により山形県の管轄となる。
  - 下記の町村の統合が行われる。（1町112村）

- 大広村 ← 大谷村、広浜村
- 西目村 ← 上京田村、金山村、山口村、竹野浦村、草井谷村
- 大荒村 ← 大戸村、荒沢村
- 山五十川村 ← 蕨野村、実俣村
- 中楯村 ← 上小中村、谷地楯村
- 安丹村 ← 千安村、丹波興屋村
- 新斎部村 ← 斎藤興屋村、大部京田村、新町村、鶴岡［万年橋］
- 福田村 ← 阿部興屋村、論田村
- 播磨村 ← 播磨京田村、野中新田村
- 豊田村 ← 野興屋村、漆島村
- 平田村 ← 菖蒲沼村、新興屋村
- 神花村 ← 尾花村、天神堂村
- 日枝村 ← 小真木村、海老島村
- 長沼村・けぬき橋村大淀川村に合併。
- 興屋村・木村新田村が白山林村に合併。
- 山谷村が田川湯村に合併。
- 長滝村が砂谷村に合併。
- 柳原新田村・砂押村が大山村に合併。
- 西茅原村が茨新田村に合併。
- 片貝村が矢引村に改称。
- 山屋村が岡山村に改称。
- 高田麦村が高田村に改称。
- 本郷村が本田村に改称。

### 郡発足後の沿革
- 明治11年（1878年）11月1日 - 郡区町村編制法の山形県での施行により、田川郡のうち鶴岡ほか1町112村に行政区画としての西田川郡が発足。郡役所が鶴岡馬場町に設置。
- 明治14年（1881年）（1町114村）
  - 温海村の一部（湯村）が分立して湯温海村となる。
  - 鼠ヶ関村から早田村が分立[4]。

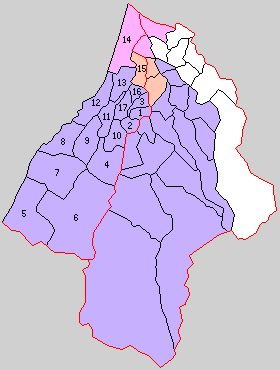
1.鶴岡町 2.稲生村 3.大宝寺村 4.田川村 5.念珠関村 6.福栄村 7.温海村 8.豊浦村 9.上郷村 10.大泉村 11.大山村 12.加茂村 13.西郷村 14.袖浦村 15.東郷村 16.栄村 17.京田村（紫：鶴岡市 桃：酒田市 橙：東田川郡三川町）

- 明治22年（1889年）4月1日 - 町村制の施行により以下の町村が発足。特記以外は現・鶴岡市。（1町16村）
  - 鶴岡町 ← 鶴岡40町[注 8]
  - 稲生村 ← 八日町村、番田村、日枝村、柳田村、島村[9]
  - 大宝寺村 ← 大宝寺村、新斎部村、新形村、茅原村、道形村、文下村[注 9]
  - 田川村 ← 田川村、少連寺村、砂谷村、関根村、東目村、坂野下村、大机村、田川湯村、藤沢村[11]
  - 念珠関村 ← 鼠ヶ関村、小名部村、早田村、小岩川村、大岩川村、槇野代村[注 10][11]
  - 福栄村 ← 木野俣村、温海川村、菅野代村、越沢村、関川村、小国村[11]
  - 温海村 ← 温海村、湯温海村、一霞村、五十川村、山五十川村、戸沢村、小菅野代村[11]
  - 豊浦村 ← 三瀬村、小波渡村、堅苔沢村、由良村[11]
  - 上郷村 ← 大広村、中沢村、矢引村、大荒村、西目村、水沢村、中山村[注 11]
  - 大泉村 ← 白山林村、森片村、下清水村、矢馳村、山田村、大淀川村、三軒在家村、布目村、小淀川村、寺田村、井岡村、岡山村、上清水村、清水新田村[11]
  - 大山村 ← 大山村、下興屋村、下小中村、中楯村、栃屋村、友江村、菱津村[9]
  - 加茂村 ← 加茂村、今泉村、湯野浜村、金沢村、油戸村、宮沢村[9]
  - 西郷村 ← 下川村、馬町村、長崎村、辻興屋村、面野山村、千安京田村、西沼村、茨新田村[9]
  - 袖浦村 ← 黒森村、坂野辺新田村、十里塚村、宮野浦村、浜中村、広岡新田村[9]（現・酒田市）
  - 東郷村 ← 神花村、猪子村、成田新田村、青山村、東沼村、善阿弥村、角田二口村[11]（現・東田川郡三川町）
  - 栄村 ← 小京田村、本田村、播磨村、中京田村、平田村、湯野沢村[11]
  - 京田村 ← 荒井京田村、覚岸寺村、北京田村、高田村、西京田村、平京田村、中野京田村、安丹村、林崎村、豊田村、福田村[11]
- 明治23年（1890年）
  - 6月14日 - 大山村が町制施行して大山町となる[13]。（2町15村）
  - 10月27日 - 加茂村が町制施行して加茂町となる[13]。（3町14村）
- 明治24年（1891年）4月1日 - 郡制を施行。
- 明治25年（1892年）10月7日（3町16村）
  - 温海村の一部（山五十川・戸沢）が分立して山戸村が発足[13]。
  - 田川村の一部（田川湯・藤沢）が分立して湯田川村が発足[13]。
- 大正7年（1918年）4月1日 - 稲生村が鶴岡町に編入[14]。（3町15村）
- 大正9年（1920年）4月1日 - 大宝寺村が鶴岡町に編入[15]。（3町14村）
- 大正12年（1923年）4月1日 - 郡会が廃止。郡役所は存続。
- 大正13年（1924年）10月1日 - 鶴岡町が市制施行して鶴岡市となり、郡より離脱[16]。（2町14村）
- 大正15年（1926年）7月1日 - 郡役所が廃止。以降は地域区分名称となる。
- 昭和13年（1938年）4月1日 - 温海村が町制施行して温海町となる[17]。（3町13村）
- 昭和29年（1954年）12月1日（3町9村）
  - 温海町・福栄村・念珠関村・山戸村が合併し、改めて温海町が発足[18]。
  - 袖浦村が酒田市に編入[19]。
- 昭和30年（1955年）
  - 1月1日 - 東郷村が東田川郡横山村・押切村と合併して東田川郡三川村が発足[20]。（3町8村）
  - 4月1日 - 京田村・栄村・大泉村・湯田川村が鶴岡市に編入[21]。（3町4村）
  - 7月29日（2町）
    - 田川村・豊浦村・上郷村・加茂町が鶴岡市に編入[22]。
    - 大山町・西郷村が合併し、改めて大山町が発足[23]。
- 昭和38年（1963年）9月1日 - 大山町が鶴岡市に編入[18]。（1町）
- 平成17年（2005年）10月1日 - 温海町が鶴岡市および東田川郡藤島町・羽黒町・櫛引町・朝日村と合併し、改めて鶴岡市が発足[24]。同日西田川郡消滅。

### 変遷表
| 明治以前     | 明治以前     | 明治初年 - 明治22年    | 明治22年 4月1日 町村制施行 | 明治22年 - 大正9年            | 大正10年 - 昭和20年         | 昭和21年 - 昭和30年                  | 昭和31年 - 昭和64年         | 平成元年 - 現在        | 現在            |
| ------------ | ------------ | ---------------------- | -------------------------- | ----------------------------- | --------------------------- | ------------------------------------ | --------------------------- | ---------------------- | --------------- |
| 温海村       | 温海村       | 温海村                 | 温海村                     | 温海村                        | 昭和13年4月1日 町制 温海町  | 昭和29年12月1日 温海町               | 温海町                      | 平成17年10月1日 鶴岡市 | 鶴岡市          |
| 温海村       | 温海村       | 明治14年 分立 湯温海村 | 温海村                     | 温海村                        | 昭和13年4月1日 町制 温海町  | 昭和29年12月1日 温海町               | 温海町                      | 平成17年10月1日 鶴岡市 | 鶴岡市          |
| 一霞村       | 一霞村       | 一霞村                 | 温海村                     | 温海村                        | 昭和13年4月1日 町制 温海町  | 昭和29年12月1日 温海町               | 温海町                      | 平成17年10月1日 鶴岡市 | 鶴岡市          |
| 五十川村     | 五十川村     | 五十川村               | 温海村                     | 温海村                        | 昭和13年4月1日 町制 温海町  | 昭和29年12月1日 温海町               | 温海町                      | 平成17年10月1日 鶴岡市 | 鶴岡市          |
| 小菅野代村   | 小菅野代村   | 小菅野代村             | 温海村                     | 温海村                        | 昭和13年4月1日 町制 温海町  | 昭和29年12月1日 温海町               | 温海町                      | 平成17年10月1日 鶴岡市 | 鶴岡市          |
| 蕨野村       | 蕨野村       | 明治9年 山五十川村     | 温海村                     | 明治25年10月7日 分立 山戸村   | 山戸村                      | 昭和29年12月1日 温海町               | 温海町                      | 平成17年10月1日 鶴岡市 | 鶴岡市          |
| 実俣村       |              | 明治9年 山五十川村     | 温海村                     | 明治25年10月7日 分立 山戸村   | 山戸村                      | 昭和29年12月1日 温海町               | 温海町                      | 平成17年10月1日 鶴岡市 | 鶴岡市          |
| 戸沢村       | 戸沢村       | 戸沢村                 | 温海村                     | 明治25年10月7日 分立 山戸村   | 山戸村                      | 昭和29年12月1日 温海町               | 温海町                      | 平成17年10月1日 鶴岡市 | 鶴岡市          |
| 木野俣村     | 木野俣村     | 木野俣村               | 福栄村                     | 福栄村                        | 福栄村                      | 昭和29年12月1日 温海町               | 温海町                      | 平成17年10月1日 鶴岡市 | 鶴岡市          |
| 温海川村     | 温海川村     | 温海川村               | 福栄村                     | 福栄村                        | 福栄村                      | 昭和29年12月1日 温海町               | 温海町                      | 平成17年10月1日 鶴岡市 | 鶴岡市          |
| 菅野代村     | 菅野代村     | 菅野代村               | 福栄村                     | 福栄村                        | 福栄村                      | 昭和29年12月1日 温海町               | 温海町                      | 平成17年10月1日 鶴岡市 | 鶴岡市          |
| 越沢村       | 越沢村       | 越沢村                 | 福栄村                     | 福栄村                        | 福栄村                      | 昭和29年12月1日 温海町               | 温海町                      | 平成17年10月1日 鶴岡市 | 鶴岡市          |
| 関川村       | 関川村       | 関川村                 | 福栄村                     | 福栄村                        | 福栄村                      | 昭和29年12月1日 温海町               | 温海町                      | 平成17年10月1日 鶴岡市 | 鶴岡市          |
| 小国村       | 小国村       | 小国村                 | 福栄村                     | 福栄村                        | 福栄村                      | 昭和29年12月1日 温海町               | 温海町                      | 平成17年10月1日 鶴岡市 | 鶴岡市          |
| 鼠ヶ関村     | 鼠ヶ関村     | 鼠ヶ関村               | 念珠関村                   | 念珠関村                      | 念珠関村                    | 昭和29年12月1日 温海町               | 温海町                      | 平成17年10月1日 鶴岡市 | 鶴岡市          |
| 鼠ヶ関村     | 鼠ヶ関村     | 明治14年 分立 早田村   | 念珠関村                   | 念珠関村                      | 念珠関村                    | 昭和29年12月1日 温海町               | 温海町                      | 平成17年10月1日 鶴岡市 | 鶴岡市          |
| 小名部村     | 小名部村     | 小名部村               | 念珠関村                   | 念珠関村                      | 念珠関村                    | 昭和29年12月1日 温海町               | 温海町                      | 平成17年10月1日 鶴岡市 | 鶴岡市          |
| 小岩川村     | 小岩川村     | 小岩川村               | 念珠関村                   | 念珠関村                      | 念珠関村                    | 昭和29年12月1日 温海町               | 温海町                      | 平成17年10月1日 鶴岡市 | 鶴岡市          |
| 大岩川村     | 大岩川村     | 大岩川村               | 念珠関村                   | 念珠関村                      | 念珠関村                    | 昭和29年12月1日 温海町               | 温海町                      | 平成17年10月1日 鶴岡市 | 鶴岡市          |
| 槇野代村     | 槇野代村     | 槇野代村               | 念珠関村                   | 念珠関村                      | 念珠関村                    | 昭和29年12月1日 温海町               | 温海町                      | 平成17年10月1日 鶴岡市 | 鶴岡市          |
| 大山村       | 大山村       | 明治9年 大山村         | 大山村                     | 明治23年6月14日 町制 大山町   | 大山町                      | 昭和30年7月29日 大山町               | 昭和38年9月1日 鶴岡市に編入 | 平成17年10月1日 鶴岡市 | 鶴岡市          |
| 柳原新田村   |              | 明治9年 大山村         | 大山村                     | 明治23年6月14日 町制 大山町   | 大山町                      | 昭和30年7月29日 大山町               | 昭和38年9月1日 鶴岡市に編入 | 平成17年10月1日 鶴岡市 | 鶴岡市          |
| 砂押村       |              | 明治9年 大山村         | 大山村                     | 明治23年6月14日 町制 大山町   | 大山町                      | 昭和30年7月29日 大山町               | 昭和38年9月1日 鶴岡市に編入 | 平成17年10月1日 鶴岡市 | 鶴岡市          |
| 下興屋村     | 下興屋村     | 下興屋村               | 大山村                     | 明治23年6月14日 町制 大山町   | 大山町                      | 昭和30年7月29日 大山町               | 昭和38年9月1日 鶴岡市に編入 | 平成17年10月1日 鶴岡市 | 鶴岡市          |
| 下小中村     | 下小中村     | 下小中村               | 大山村                     | 明治23年6月14日 町制 大山町   | 大山町                      | 昭和30年7月29日 大山町               | 昭和38年9月1日 鶴岡市に編入 | 平成17年10月1日 鶴岡市 | 鶴岡市          |
| 上小中村     | 上小中村     | 明治9年 中楯村         | 大山村                     | 明治23年6月14日 町制 大山町   | 大山町                      | 昭和30年7月29日 大山町               | 昭和38年9月1日 鶴岡市に編入 | 平成17年10月1日 鶴岡市 | 鶴岡市          |
| 谷地楯村     |              | 明治9年 中楯村         | 大山村                     | 明治23年6月14日 町制 大山町   | 大山町                      | 昭和30年7月29日 大山町               | 昭和38年9月1日 鶴岡市に編入 | 平成17年10月1日 鶴岡市 | 鶴岡市          |
| 栃屋村       | 栃屋村       | 栃屋村                 | 大山村                     | 明治23年6月14日 町制 大山町   | 大山町                      | 昭和30年7月29日 大山町               | 昭和38年9月1日 鶴岡市に編入 | 平成17年10月1日 鶴岡市 | 鶴岡市          |
| 友江村       | 友江村       | 友江村                 | 大山村                     | 明治23年6月14日 町制 大山町   | 大山町                      | 昭和30年7月29日 大山町               | 昭和38年9月1日 鶴岡市に編入 | 平成17年10月1日 鶴岡市 | 鶴岡市          |
| 菱津村       | 菱津村       | 菱津村                 | 大山村                     | 明治23年6月14日 町制 大山町   | 大山町                      | 昭和30年7月29日 大山町               | 昭和38年9月1日 鶴岡市に編入 | 平成17年10月1日 鶴岡市 | 鶴岡市          |
| 下川村       | 下川村       | 下川村                 | 西郷村                     | 西郷村                        | 西郷村                      | 昭和30年7月29日 大山町               | 昭和38年9月1日 鶴岡市に編入 | 平成17年10月1日 鶴岡市 | 鶴岡市          |
| 馬町村       | 馬町村       | 馬町村                 | 西郷村                     | 西郷村                        | 西郷村                      | 昭和30年7月29日 大山町               | 昭和38年9月1日 鶴岡市に編入 | 平成17年10月1日 鶴岡市 | 鶴岡市          |
| 長崎村       | 長崎村       | 長崎村                 | 西郷村                     | 西郷村                        | 西郷村                      | 昭和30年7月29日 大山町               | 昭和38年9月1日 鶴岡市に編入 | 平成17年10月1日 鶴岡市 | 鶴岡市          |
| 辻興屋村     | 辻興屋村     | 辻興屋村               | 西郷村                     | 西郷村                        | 西郷村                      | 昭和30年7月29日 大山町               | 昭和38年9月1日 鶴岡市に編入 | 平成17年10月1日 鶴岡市 | 鶴岡市          |
| 面野山村     | 面野山村     | 面野山村               | 西郷村                     | 西郷村                        | 西郷村                      | 昭和30年7月29日 大山町               | 昭和38年9月1日 鶴岡市に編入 | 平成17年10月1日 鶴岡市 | 鶴岡市          |
| 千安京田村   | 千安京田村   | 千安京田村             | 西郷村                     | 西郷村                        | 西郷村                      | 昭和30年7月29日 大山町               | 昭和38年9月1日 鶴岡市に編入 | 平成17年10月1日 鶴岡市 | 鶴岡市          |
| 西沼村       | 西沼村       | 西沼村                 | 西郷村                     | 西郷村                        | 西郷村                      | 昭和30年7月29日 大山町               | 昭和38年9月1日 鶴岡市に編入 | 平成17年10月1日 鶴岡市 | 鶴岡市          |
| 茨新田村     | 茨新田村     | 明治9年 茨新田村       | 西郷村                     | 西郷村                        | 西郷村                      | 昭和30年7月29日 大山町               | 昭和38年9月1日 鶴岡市に編入 | 平成17年10月1日 鶴岡市 | 鶴岡市          |
| 西茅原村     |              | 明治9年 茨新田村       | 西郷村                     | 西郷村                        | 西郷村                      | 昭和30年7月29日 大山町               | 昭和38年9月1日 鶴岡市に編入 | 平成17年10月1日 鶴岡市 | 鶴岡市          |
| 大宝寺村     | 大宝寺村     | 大宝寺村               | 大宝寺村                   | 大正9年4月1日 鶴岡町に編入    | 大正13年10月1日 市制 鶴岡市 | 鶴岡市                               | 鶴岡市                      | 平成17年10月1日 鶴岡市 | 鶴岡市          |
| 新形村       | 新形村       | 新形村                 | 大宝寺村                   | 大正9年4月1日 鶴岡町に編入    | 大正13年10月1日 市制 鶴岡市 | 鶴岡市                               | 鶴岡市                      | 平成17年10月1日 鶴岡市 | 鶴岡市          |
| 茅原村       | 茅原村       | 茅原村                 | 大宝寺村                   | 大正9年4月1日 鶴岡町に編入    | 大正13年10月1日 市制 鶴岡市 | 鶴岡市                               | 鶴岡市                      | 平成17年10月1日 鶴岡市 | 鶴岡市          |
| 道形村       | 道形村       | 道形村                 | 大宝寺村                   | 大正9年4月1日 鶴岡町に編入    | 大正13年10月1日 市制 鶴岡市 | 鶴岡市                               | 鶴岡市                      | 平成17年10月1日 鶴岡市 | 鶴岡市          |
| 文下村       | 文下村       | 文下村                 | 大宝寺村                   | 大正9年4月1日 鶴岡町に編入    | 大正13年10月1日 市制 鶴岡市 | 鶴岡市                               | 鶴岡市                      | 平成17年10月1日 鶴岡市 | 鶴岡市          |
| 斎藤興屋村   | 斎藤興屋村   | 明治9年 新斎部村       | 大宝寺村                   | 大正9年4月1日 鶴岡町に編入    | 大正13年10月1日 市制 鶴岡市 | 鶴岡市                               | 鶴岡市                      | 平成17年10月1日 鶴岡市 | 鶴岡市          |
| 大部京田村   |              | 明治9年 新斎部村       | 大宝寺村                   | 大正9年4月1日 鶴岡町に編入    | 大正13年10月1日 市制 鶴岡市 | 鶴岡市                               | 鶴岡市                      | 平成17年10月1日 鶴岡市 | 鶴岡市          |
| 新町村       |              | 明治9年 新斎部村       | 大宝寺村                   | 大正9年4月1日 鶴岡町に編入    | 大正13年10月1日 市制 鶴岡市 | 鶴岡市                               | 鶴岡市                      | 平成17年10月1日 鶴岡市 | 鶴岡市          |
| 鶴岡城下各町 | 万年橋       | 明治9年 新斎部村       | 大宝寺村                   | 大正9年4月1日 鶴岡町に編入    | 大正13年10月1日 市制 鶴岡市 | 鶴岡市                               | 鶴岡市                      | 平成17年10月1日 鶴岡市 | 鶴岡市          |
| 鶴岡城下各町 | 万年橋を除く | 鶴岡城下各町           | 鶴岡町                     | 鶴岡町                        | 大正13年10月1日 市制 鶴岡市 | 鶴岡市                               | 鶴岡市                      | 平成17年10月1日 鶴岡市 | 鶴岡市          |
| 八日町村     | 八日町村     | 八日町村               | 稲生村                     | 大正7年4月1日 鶴岡町に編入    | 大正13年10月1日 市制 鶴岡市 | 鶴岡市                               | 鶴岡市                      | 平成17年10月1日 鶴岡市 | 鶴岡市          |
| 番田村       | 番田村       | 番田村                 | 稲生村                     | 大正7年4月1日 鶴岡町に編入    | 大正13年10月1日 市制 鶴岡市 | 鶴岡市                               | 鶴岡市                      | 平成17年10月1日 鶴岡市 | 鶴岡市          |
| 小真木村     | 小真木村     | 明治9年 日枝村         | 稲生村                     | 大正7年4月1日 鶴岡町に編入    | 大正13年10月1日 市制 鶴岡市 | 鶴岡市                               | 鶴岡市                      | 平成17年10月1日 鶴岡市 | 鶴岡市          |
| 海老島村     |              | 明治9年 日枝村         | 稲生村                     | 大正7年4月1日 鶴岡町に編入    | 大正13年10月1日 市制 鶴岡市 | 鶴岡市                               | 鶴岡市                      | 平成17年10月1日 鶴岡市 | 鶴岡市          |
| 柳田村       | 柳田村       | 柳田村                 | 稲生村                     | 大正7年4月1日 鶴岡町に編入    | 大正13年10月1日 市制 鶴岡市 | 鶴岡市                               | 鶴岡市                      | 平成17年10月1日 鶴岡市 | 鶴岡市          |
| 島村         | 島村         | 島村                   | 稲生村                     | 大正7年4月1日 鶴岡町に編入    | 大正13年10月1日 市制 鶴岡市 | 鶴岡市                               | 鶴岡市                      | 平成17年10月1日 鶴岡市 | 鶴岡市          |
| 加茂村       | 加茂村       | 加茂村                 | 加茂村                     | 明治23年10月27日 町制 加茂町  | 加茂町                      | 昭和30年7月29日 鶴岡市に編入         | 鶴岡市                      | 平成17年10月1日 鶴岡市 | 鶴岡市          |
| 今泉村       | 今泉村       | 今泉村                 | 加茂村                     | 明治23年10月27日 町制 加茂町  | 加茂町                      | 昭和30年7月29日 鶴岡市に編入         | 鶴岡市                      | 平成17年10月1日 鶴岡市 | 鶴岡市          |
| 湯野浜村     | 湯野浜村     | 湯野浜村               | 加茂村                     | 明治23年10月27日 町制 加茂町  | 加茂町                      | 昭和30年7月29日 鶴岡市に編入         | 鶴岡市                      | 平成17年10月1日 鶴岡市 | 鶴岡市          |
| 金沢村       | 金沢村       | 金沢村                 | 加茂村                     | 明治23年10月27日 町制 加茂町  | 加茂町                      | 昭和30年7月29日 鶴岡市に編入         | 鶴岡市                      | 平成17年10月1日 鶴岡市 | 鶴岡市          |
| 油戸村       | 油戸村       | 油戸村                 | 加茂村                     | 明治23年10月27日 町制 加茂町  | 加茂町                      | 昭和30年7月29日 鶴岡市に編入         | 鶴岡市                      | 平成17年10月1日 鶴岡市 | 鶴岡市          |
|              |              | 明治初年 起立 宮沢村   | 加茂村                     | 明治23年10月27日 町制 加茂町  | 加茂町                      | 昭和30年7月29日 鶴岡市に編入         | 鶴岡市                      | 平成17年10月1日 鶴岡市 | 鶴岡市          |
| 三瀬村       | 三瀬村       | 三瀬村                 | 豊浦村                     | 豊浦村                        | 豊浦村                      | 昭和30年7月29日 鶴岡市に編入         | 鶴岡市                      | 平成17年10月1日 鶴岡市 | 鶴岡市          |
| 小波渡村     | 小波渡村     | 小波渡村               | 豊浦村                     | 豊浦村                        | 豊浦村                      | 昭和30年7月29日 鶴岡市に編入         | 鶴岡市                      | 平成17年10月1日 鶴岡市 | 鶴岡市          |
| 堅苔沢村     | 堅苔沢村     | 堅苔沢村               | 豊浦村                     | 豊浦村                        | 豊浦村                      | 昭和30年7月29日 鶴岡市に編入         | 鶴岡市                      | 平成17年10月1日 鶴岡市 | 鶴岡市          |
| 由良村       | 由良村       | 由良村                 | 豊浦村                     | 豊浦村                        | 豊浦村                      | 昭和30年7月29日 鶴岡市に編入         | 鶴岡市                      | 平成17年10月1日 鶴岡市 | 鶴岡市          |
| 大谷村       | 大谷村       | 明治9年 大広村         | 上郷村                     | 上郷村                        | 上郷村                      | 昭和30年7月29日 鶴岡市に編入         | 鶴岡市                      | 平成17年10月1日 鶴岡市 | 鶴岡市          |
| 広浜村       |              | 明治9年 大広村         | 上郷村                     | 上郷村                        | 上郷村                      | 昭和30年7月29日 鶴岡市に編入         | 鶴岡市                      | 平成17年10月1日 鶴岡市 | 鶴岡市          |
| 中沢村       | 中沢村       | 中沢村                 | 上郷村                     | 上郷村                        | 上郷村                      | 昭和30年7月29日 鶴岡市に編入         | 鶴岡市                      | 平成17年10月1日 鶴岡市 | 鶴岡市          |
| 片貝村       | 片貝村       | 明治9年 改称 矢引村    | 上郷村                     | 上郷村                        | 上郷村                      | 昭和30年7月29日 鶴岡市に編入         | 鶴岡市                      | 平成17年10月1日 鶴岡市 | 鶴岡市          |
| 大戸村       | 大戸村       | 明治9年 大荒村         | 上郷村                     | 上郷村                        | 上郷村                      | 昭和30年7月29日 鶴岡市に編入         | 鶴岡市                      | 平成17年10月1日 鶴岡市 | 鶴岡市          |
| 荒沢村       |              | 明治9年 大荒村         | 上郷村                     | 上郷村                        | 上郷村                      | 昭和30年7月29日 鶴岡市に編入         | 鶴岡市                      | 平成17年10月1日 鶴岡市 | 鶴岡市          |
| 上京田村     | 上京田村     | 明治9年 西目村         | 上郷村                     | 上郷村                        | 上郷村                      | 昭和30年7月29日 鶴岡市に編入         | 鶴岡市                      | 平成17年10月1日 鶴岡市 | 鶴岡市          |
| 金山村       |              | 明治9年 西目村         | 上郷村                     | 上郷村                        | 上郷村                      | 昭和30年7月29日 鶴岡市に編入         | 鶴岡市                      | 平成17年10月1日 鶴岡市 | 鶴岡市          |
| 山口村       |              | 明治9年 西目村         | 上郷村                     | 上郷村                        | 上郷村                      | 昭和30年7月29日 鶴岡市に編入         | 鶴岡市                      | 平成17年10月1日 鶴岡市 | 鶴岡市          |
| 竹野浦村     |              | 明治9年 西目村         | 上郷村                     | 上郷村                        | 上郷村                      | 昭和30年7月29日 鶴岡市に編入         | 鶴岡市                      | 平成17年10月1日 鶴岡市 | 鶴岡市          |
| 草井谷村     |              | 明治9年 西目村         | 上郷村                     | 上郷村                        | 上郷村                      | 昭和30年7月29日 鶴岡市に編入         | 鶴岡市                      | 平成17年10月1日 鶴岡市 | 鶴岡市          |
| 水沢村       | 水沢村       | 水沢村                 | 上郷村                     | 上郷村                        | 上郷村                      | 昭和30年7月29日 鶴岡市に編入         | 鶴岡市                      | 平成17年10月1日 鶴岡市 | 鶴岡市          |
| 中山村       | 中山村       | 中山村                 | 上郷村                     | 上郷村                        | 上郷村                      | 昭和30年7月29日 鶴岡市に編入         | 鶴岡市                      | 平成17年10月1日 鶴岡市 | 鶴岡市          |
| 田川村       | 田川村       | 田川村                 | 田川村                     | 田川村                        | 田川村                      | 昭和30年7月29日 鶴岡市に編入         | 鶴岡市                      | 平成17年10月1日 鶴岡市 | 鶴岡市          |
| 少連寺村     | 少連寺村     | 少連寺村               | 田川村                     | 田川村                        | 田川村                      | 昭和30年7月29日 鶴岡市に編入         | 鶴岡市                      | 平成17年10月1日 鶴岡市 | 鶴岡市          |
| 砂谷村       | 砂谷村       | 明治9年 砂谷村         | 田川村                     | 田川村                        | 田川村                      | 昭和30年7月29日 鶴岡市に編入         | 鶴岡市                      | 平成17年10月1日 鶴岡市 | 鶴岡市          |
| 長滝村       |              | 明治9年 砂谷村         | 田川村                     | 田川村                        | 田川村                      | 昭和30年7月29日 鶴岡市に編入         | 鶴岡市                      | 平成17年10月1日 鶴岡市 | 鶴岡市          |
| 関根村       | 関根村       | 関根村                 | 田川村                     | 田川村                        | 田川村                      | 昭和30年7月29日 鶴岡市に編入         | 鶴岡市                      | 平成17年10月1日 鶴岡市 | 鶴岡市          |
| 東目村       | 東目村       | 東目村                 | 田川村                     | 田川村                        | 田川村                      | 昭和30年7月29日 鶴岡市に編入         | 鶴岡市                      | 平成17年10月1日 鶴岡市 | 鶴岡市          |
| 坂野下村     | 坂野下村     | 坂野下村               | 田川村                     | 田川村                        | 田川村                      | 昭和30年7月29日 鶴岡市に編入         | 鶴岡市                      | 平成17年10月1日 鶴岡市 | 鶴岡市          |
| 大机村       | 大机村       | 大机村                 | 田川村                     | 田川村                        | 田川村                      | 昭和30年7月29日 鶴岡市に編入         | 鶴岡市                      | 平成17年10月1日 鶴岡市 | 鶴岡市          |
| 田川湯村     | 田川湯村     | 明治9年 田川湯村       | 田川村                     | 明治25年10月7日 分立 湯田川村 | 湯田川村                    | 昭和30年4月1日 鶴岡市に編入          | 鶴岡市                      | 平成17年10月1日 鶴岡市 | 鶴岡市          |
| 山谷村       |              | 明治9年 田川湯村       | 田川村                     | 明治25年10月7日 分立 湯田川村 | 湯田川村                    | 昭和30年4月1日 鶴岡市に編入          | 鶴岡市                      | 平成17年10月1日 鶴岡市 | 鶴岡市          |
| 藤沢村       | 藤沢村       | 藤沢村                 | 田川村                     | 明治25年10月7日 分立 湯田川村 | 湯田川村                    | 昭和30年4月1日 鶴岡市に編入          | 鶴岡市                      | 平成17年10月1日 鶴岡市 | 鶴岡市          |
| 荒井京田村   | 荒井京田村   | 荒井京田村             | 京田村                     | 京田村                        | 京田村                      | 昭和30年4月1日 鶴岡市に編入          | 鶴岡市                      | 平成17年10月1日 鶴岡市 | 鶴岡市          |
| 覚岸寺村     | 覚岸寺村     | 覚岸寺村               | 京田村                     | 京田村                        | 京田村                      | 昭和30年4月1日 鶴岡市に編入          | 鶴岡市                      | 平成17年10月1日 鶴岡市 | 鶴岡市          |
| 北京田村     | 北京田村     | 北京田村               | 京田村                     | 京田村                        | 京田村                      | 昭和30年4月1日 鶴岡市に編入          | 鶴岡市                      | 平成17年10月1日 鶴岡市 | 鶴岡市          |
| 高田麦村     | 高田麦村     | 明治9年 改称 高田村    | 京田村                     | 京田村                        | 京田村                      | 昭和30年4月1日 鶴岡市に編入          | 鶴岡市                      | 平成17年10月1日 鶴岡市 | 鶴岡市          |
| 西京田村     | 西京田村     | 西京田村               | 京田村                     | 京田村                        | 京田村                      | 昭和30年4月1日 鶴岡市に編入          | 鶴岡市                      | 平成17年10月1日 鶴岡市 | 鶴岡市          |
| 平京田村     | 平京田村     | 平京田村               | 京田村                     | 京田村                        | 京田村                      | 昭和30年4月1日 鶴岡市に編入          | 鶴岡市                      | 平成17年10月1日 鶴岡市 | 鶴岡市          |
| 中野京田村   | 中野京田村   | 中野京田村             | 京田村                     | 京田村                        | 京田村                      | 昭和30年4月1日 鶴岡市に編入          | 鶴岡市                      | 平成17年10月1日 鶴岡市 | 鶴岡市          |
| 千安村       | 千安村       | 明治9年 安丹村         | 京田村                     | 京田村                        | 京田村                      | 昭和30年4月1日 鶴岡市に編入          | 鶴岡市                      | 平成17年10月1日 鶴岡市 | 鶴岡市          |
| 丹波興屋村   |              | 明治9年 安丹村         | 京田村                     | 京田村                        | 京田村                      | 昭和30年4月1日 鶴岡市に編入          | 鶴岡市                      | 平成17年10月1日 鶴岡市 | 鶴岡市          |
| 林崎村       | 林崎村       | 林崎村                 | 京田村                     | 京田村                        | 京田村                      | 昭和30年4月1日 鶴岡市に編入          | 鶴岡市                      | 平成17年10月1日 鶴岡市 | 鶴岡市          |
| 野興屋村     | 野興屋村     | 明治9年 豊田村         | 京田村                     | 京田村                        | 京田村                      | 昭和30年4月1日 鶴岡市に編入          | 鶴岡市                      | 平成17年10月1日 鶴岡市 | 鶴岡市          |
| 漆島村       |              | 明治9年 豊田村         | 京田村                     | 京田村                        | 京田村                      | 昭和30年4月1日 鶴岡市に編入          | 鶴岡市                      | 平成17年10月1日 鶴岡市 | 鶴岡市          |
| 阿部興屋村   | 阿部興屋村   | 明治9年 福田村         | 京田村                     | 京田村                        | 京田村                      | 昭和30年4月1日 鶴岡市に編入          | 鶴岡市                      | 平成17年10月1日 鶴岡市 | 鶴岡市          |
| 論田村       |              | 明治9年 福田村         | 京田村                     | 京田村                        | 京田村                      | 昭和30年4月1日 鶴岡市に編入          | 鶴岡市                      | 平成17年10月1日 鶴岡市 | 鶴岡市          |
| 小京田村     | 小京田村     | 小京田村               | 栄村                       | 栄村                          | 栄村                        | 昭和30年4月1日 鶴岡市に編入          | 鶴岡市                      | 平成17年10月1日 鶴岡市 | 鶴岡市          |
| 本郷村       | 本郷村       | 明治9年 改称 本田村    | 栄村                       | 栄村                          | 栄村                        | 昭和30年4月1日 鶴岡市に編入          | 鶴岡市                      | 平成17年10月1日 鶴岡市 | 鶴岡市          |
| 播磨京田村   | 播磨京田村   | 明治9年 播磨村         | 栄村                       | 栄村                          | 栄村                        | 昭和30年4月1日 鶴岡市に編入          | 鶴岡市                      | 平成17年10月1日 鶴岡市 | 鶴岡市          |
| 野中新田村   |              | 明治9年 播磨村         | 栄村                       | 栄村                          | 栄村                        | 昭和30年4月1日 鶴岡市に編入          | 鶴岡市                      | 平成17年10月1日 鶴岡市 | 鶴岡市          |
| 中京田村     | 中京田村     | 中京田村               | 栄村                       | 栄村                          | 栄村                        | 昭和30年4月1日 鶴岡市に編入          | 鶴岡市                      | 平成17年10月1日 鶴岡市 | 鶴岡市          |
| 菖蒲沼村     | 菖蒲沼村     | 明治9年 平田村         | 栄村                       | 栄村                          | 栄村                        | 昭和30年4月1日 鶴岡市に編入          | 鶴岡市                      | 平成17年10月1日 鶴岡市 | 鶴岡市          |
| 新興屋村     |              | 明治9年 平田村         | 栄村                       | 栄村                          | 栄村                        | 昭和30年4月1日 鶴岡市に編入          | 鶴岡市                      | 平成17年10月1日 鶴岡市 | 鶴岡市          |
| 湯野沢村     | 湯野沢村     | 湯野沢村               | 栄村                       | 栄村                          | 栄村                        | 昭和30年4月1日 鶴岡市に編入          | 鶴岡市                      | 平成17年10月1日 鶴岡市 | 鶴岡市          |
| 白山林村     | 白山林村     | 明治9年 白山林村       | 大泉村                     | 大泉村                        | 大泉村                      | 昭和30年4月1日 鶴岡市に編入          | 鶴岡市                      | 平成17年10月1日 鶴岡市 | 鶴岡市          |
| 興屋村       |              | 明治9年 白山林村       | 大泉村                     | 大泉村                        | 大泉村                      | 昭和30年4月1日 鶴岡市に編入          | 鶴岡市                      | 平成17年10月1日 鶴岡市 | 鶴岡市          |
| 木村新田村   |              | 明治9年 白山林村       | 大泉村                     | 大泉村                        | 大泉村                      | 昭和30年4月1日 鶴岡市に編入          | 鶴岡市                      | 平成17年10月1日 鶴岡市 | 鶴岡市          |
| 森片村       | 森片村       | 森片村                 | 大泉村                     | 大泉村                        | 大泉村                      | 昭和30年4月1日 鶴岡市に編入          | 鶴岡市                      | 平成17年10月1日 鶴岡市 | 鶴岡市          |
| 下清水村     | 下清水村     | 下清水村               | 大泉村                     | 大泉村                        | 大泉村                      | 昭和30年4月1日 鶴岡市に編入          | 鶴岡市                      | 平成17年10月1日 鶴岡市 | 鶴岡市          |
| 矢馳村       | 矢馳村       | 矢馳村                 | 大泉村                     | 大泉村                        | 大泉村                      | 昭和30年4月1日 鶴岡市に編入          | 鶴岡市                      | 平成17年10月1日 鶴岡市 | 鶴岡市          |
| 山田村       | 山田村       | 山田村                 | 大泉村                     | 大泉村                        | 大泉村                      | 昭和30年4月1日 鶴岡市に編入          | 鶴岡市                      | 平成17年10月1日 鶴岡市 | 鶴岡市          |
| 大淀川村     | 大淀川村     | 明治9年 大淀川村       | 大泉村                     | 大泉村                        | 大泉村                      | 昭和30年4月1日 鶴岡市に編入          | 鶴岡市                      | 平成17年10月1日 鶴岡市 | 鶴岡市          |
| 長沼村       |              | 明治9年 大淀川村       | 大泉村                     | 大泉村                        | 大泉村                      | 昭和30年4月1日 鶴岡市に編入          | 鶴岡市                      | 平成17年10月1日 鶴岡市 | 鶴岡市          |
| けぬき橋村   |              | 明治9年 大淀川村       | 大泉村                     | 大泉村                        | 大泉村                      | 昭和30年4月1日 鶴岡市に編入          | 鶴岡市                      | 平成17年10月1日 鶴岡市 | 鶴岡市          |
| 三軒在家村   | 三軒在家村   | 三軒在家村             | 大泉村                     | 大泉村                        | 大泉村                      | 昭和30年4月1日 鶴岡市に編入          | 鶴岡市                      | 平成17年10月1日 鶴岡市 | 鶴岡市          |
| 布目村       | 布目村       | 布目村                 | 大泉村                     | 大泉村                        | 大泉村                      | 昭和30年4月1日 鶴岡市に編入          | 鶴岡市                      | 平成17年10月1日 鶴岡市 | 鶴岡市          |
| 小淀川村     | 小淀川村     | 小淀川村               | 大泉村                     | 大泉村                        | 大泉村                      | 昭和30年4月1日 鶴岡市に編入          | 鶴岡市                      | 平成17年10月1日 鶴岡市 | 鶴岡市          |
| 寺田村       | 寺田村       | 寺田村                 | 大泉村                     | 大泉村                        | 大泉村                      | 昭和30年4月1日 鶴岡市に編入          | 鶴岡市                      | 平成17年10月1日 鶴岡市 | 鶴岡市          |
| 井岡村       | 井岡村       | 井岡村                 | 大泉村                     | 大泉村                        | 大泉村                      | 昭和30年4月1日 鶴岡市に編入          | 鶴岡市                      | 平成17年10月1日 鶴岡市 | 鶴岡市          |
| 山屋村       | 山屋村       | 明治9年 改称 岡山村    | 大泉村                     | 大泉村                        | 大泉村                      | 昭和30年4月1日 鶴岡市に編入          | 鶴岡市                      | 平成17年10月1日 鶴岡市 | 鶴岡市          |
| 上清水村     | 上清水村     | 上清水村               | 大泉村                     | 大泉村                        | 大泉村                      | 昭和30年4月1日 鶴岡市に編入          | 鶴岡市                      | 平成17年10月1日 鶴岡市 | 鶴岡市          |
| 清水新田村   | 清水新田村   | 清水新田村             | 大泉村                     | 大泉村                        | 大泉村                      | 昭和30年4月1日 鶴岡市に編入          | 鶴岡市                      | 平成17年10月1日 鶴岡市 | 鶴岡市          |
| 黒森村       | 黒森村       | 黒森村                 | 袖浦村                     | 袖浦村                        | 袖浦村                      | 昭和29年12月1日 酒田市に編入         | 酒田市                      | 平成17年11月1日 酒田市 | 酒田市          |
| 坂野辺新田村 | 坂野辺新田村 | 坂野辺新田村           | 袖浦村                     | 袖浦村                        | 袖浦村                      | 昭和29年12月1日 酒田市に編入         | 酒田市                      | 平成17年11月1日 酒田市 | 酒田市          |
| 十里塚村     | 十里塚村     | 十里塚村               | 袖浦村                     | 袖浦村                        | 袖浦村                      | 昭和29年12月1日 酒田市に編入         | 酒田市                      | 平成17年11月1日 酒田市 | 酒田市          |
| 宮野浦村     | 宮野浦村     | 宮野浦村               | 袖浦村                     | 袖浦村                        | 袖浦村                      | 昭和29年12月1日 酒田市に編入         | 酒田市                      | 平成17年11月1日 酒田市 | 酒田市          |
| 浜中村       | 浜中村       | 浜中村                 | 袖浦村                     | 袖浦村                        | 袖浦村                      | 昭和29年12月1日 酒田市に編入         | 酒田市                      | 平成17年11月1日 酒田市 | 酒田市          |
| 広岡新田村   | 広岡新田村   | 広岡新田村             | 袖浦村                     | 袖浦村                        | 袖浦村                      | 昭和29年12月1日 酒田市に編入         | 酒田市                      | 平成17年11月1日 酒田市 | 酒田市          |
| 尾花村       | 尾花村       | 明治9年 神花村         | 東郷村                     | 東郷村                        | 東郷村                      | 昭和30年1月1日 東田川郡 三川町の一部 | 東田川郡 三川町の一部       | 東田川郡 三川町の一部  | 東田川郡 三川町 |
| 天神堂村     |              | 明治9年 神花村         | 東郷村                     | 東郷村                        | 東郷村                      | 昭和30年1月1日 東田川郡 三川町の一部 | 東田川郡 三川町の一部       | 東田川郡 三川町の一部  | 東田川郡 三川町 |
| 猪子村       | 猪子村       | 猪子村                 | 東郷村                     | 東郷村                        | 東郷村                      | 昭和30年1月1日 東田川郡 三川町の一部 | 東田川郡 三川町の一部       | 東田川郡 三川町の一部  | 東田川郡 三川町 |
| 成田新田村   | 成田新田村   | 成田新田村             | 東郷村                     | 東郷村                        | 東郷村                      | 昭和30年1月1日 東田川郡 三川町の一部 | 東田川郡 三川町の一部       | 東田川郡 三川町の一部  | 東田川郡 三川町 |
| 青山村       | 青山村       | 青山村                 | 東郷村                     | 東郷村                        | 東郷村                      | 昭和30年1月1日 東田川郡 三川町の一部 | 東田川郡 三川町の一部       | 東田川郡 三川町の一部  | 東田川郡 三川町 |
| 東沼村       | 東沼村       | 東沼村                 | 東郷村                     | 東郷村                        | 東郷村                      | 昭和30年1月1日 東田川郡 三川町の一部 | 東田川郡 三川町の一部       | 東田川郡 三川町の一部  | 東田川郡 三川町 |
| 善阿弥村     | 善阿弥村     | 善阿弥村               | 東郷村                     | 東郷村                        | 東郷村                      | 昭和30年1月1日 東田川郡 三川町の一部 | 東田川郡 三川町の一部       | 東田川郡 三川町の一部  | 東田川郡 三川町 |
| 角田二口村   | 角田二口村   | 角田二口村             | 東郷村                     | 東郷村                        | 東郷村                      | 昭和30年1月1日 東田川郡 三川町の一部 | 東田川郡 三川町の一部       | 東田川郡 三川町の一部  | 東田川郡 三川町 |

## 行政
歴代郡長
| 代 | 氏名     | 就任年月日                 | 退任年月日                 | 備考                 |
| -- | -------- | -------------------------- | -------------------------- | -------------------- |
| 1  | 氏家直綱 |                            |                            |                      |
| 2  | 長沢惟和 | 1882年（明治15年）2月      | 1886年（明治19年）2月      |                      |
| 3  | 山下政愛 | 1886年（明治19年）2月20日  | 1886年（明治19年）8月25日  |                      |
| 4  | 江夏喜蔵 | 1886年（明治19年）11月9日  | 1890年（明治23年）10月9日  |                      |
| 5  | 町野重世 | 1890年（明治23年）10月9日  | 1894年（明治27年）9月      |                      |
| 6  | 三淵隆衡 | 1894年（明治27年）9月      | 1898年（明治31年）8月31日  |                      |
| 7  | 相良守典 | 1898年（明治31年）8月31日  | 1899年（明治32年）12月9日  |                      |
| 8  | 山宮咸一 | 1899年（明治32年）12月9日  | 1911年（明治44年）9月12日  |                      |
| 9  | 黒川良知 | 1911年（明治44年）9月12日  | 1917年（大正6年）6月       |                      |
| 10 | 永井秀蔵 | 1917年（大正6年）6月12日   | 1920年（大正9年）11月      |                      |
| 11 | 伊藤頼道 | 1920年（大正9年）11月24日  | 1922年（大正11年）8月      |                      |
| 12 | 山田渡   | 1922年（大正11年）8月14日  | 1924年（大正13年）12月19日 |                      |
| 13 | 森山正義 | 1924年（大正13年）12月19日 | 1926年（大正15年）1月25日  | 在任中に死去         |
| 14 | 西広忠雄 | 1926年（大正15年）1月      | 1926年（大正15年）3月      | 代理                 |
| 15 | 山川健助 | 1926年（大正15年）3月15日  |                            | 郡役所廃止により廃官 |